# Episodi di Grace and Frankie (settima stagione)
La settima stagione ed ultima della serie televisiva Grace and Frankie, composta da 16 episodi, è stata pubblicata dal servizio on demand Netflix.
| n° | Titolo originale    | Titolo italiano         | Pubblicazione USA | Pubblicazione Italia |
| -- | ------------------- | ----------------------- | ----------------- | -------------------- |
| 1  | The Roomies         | I coinquilini           | 13 agosto 2021    | 13 agosto 2021       |
| 2  | The Arraignment     | La chiamata in giudizio | 13 agosto 2021    | 13 agosto 2021       |
| 3  | The Bunny           | Il coniglio             | 13 agosto 2021    | 13 agosto 2021       |
| 4  | The Circumcision    | La circoncisione        | 13 agosto 2021    | 13 agosto 2021       |
| 5  | The Raccoon         | Il procione             | 29 aprile 2022    | 29 aprile 2022       |
| 6  | The Wire            | La cimice               | 29 aprile 2022    | 29 aprile 2022       |
| 7  | The Psychic         | La medium               | 29 aprile 2022    | 29 aprile 2022       |
| 8  | The Bonida Bandidas | Le Bonida Bandidas      | 29 aprile 2022    | 29 aprile 2022       |
| 9  | The Prediction      | La predizione           | 29 aprile 2022    | 29 aprile 2022       |
| 10 | The Panic Attacks   | Gli attacchi di panico  | 29 aprile 2022    | 29 aprile 2022       |
| 11 | The Horrible Family | L'orribile famiglia     | 29 aprile 2022    | 29 aprile 2022       |
| 12 | The Casino          | Il casino               | 29 aprile 2022    | 29 aprile 2022       |
| 13 | The Last Hurrah     | L'ultima gioia          | 29 aprile 2022    | 29 aprile 2022       |
| 14 | The Paprikash       | La paprica              | 29 aprile 2022    | 29 aprile 2022       |
| 15 | The Fake Funeral    | Il finto funerale       | 29 aprile 2022    | 29 aprile 2022       |
| 16 | The Beginning       | L'inizio                | 29 aprile 2022    | 29 aprile 2022       |